# Castor (ster)

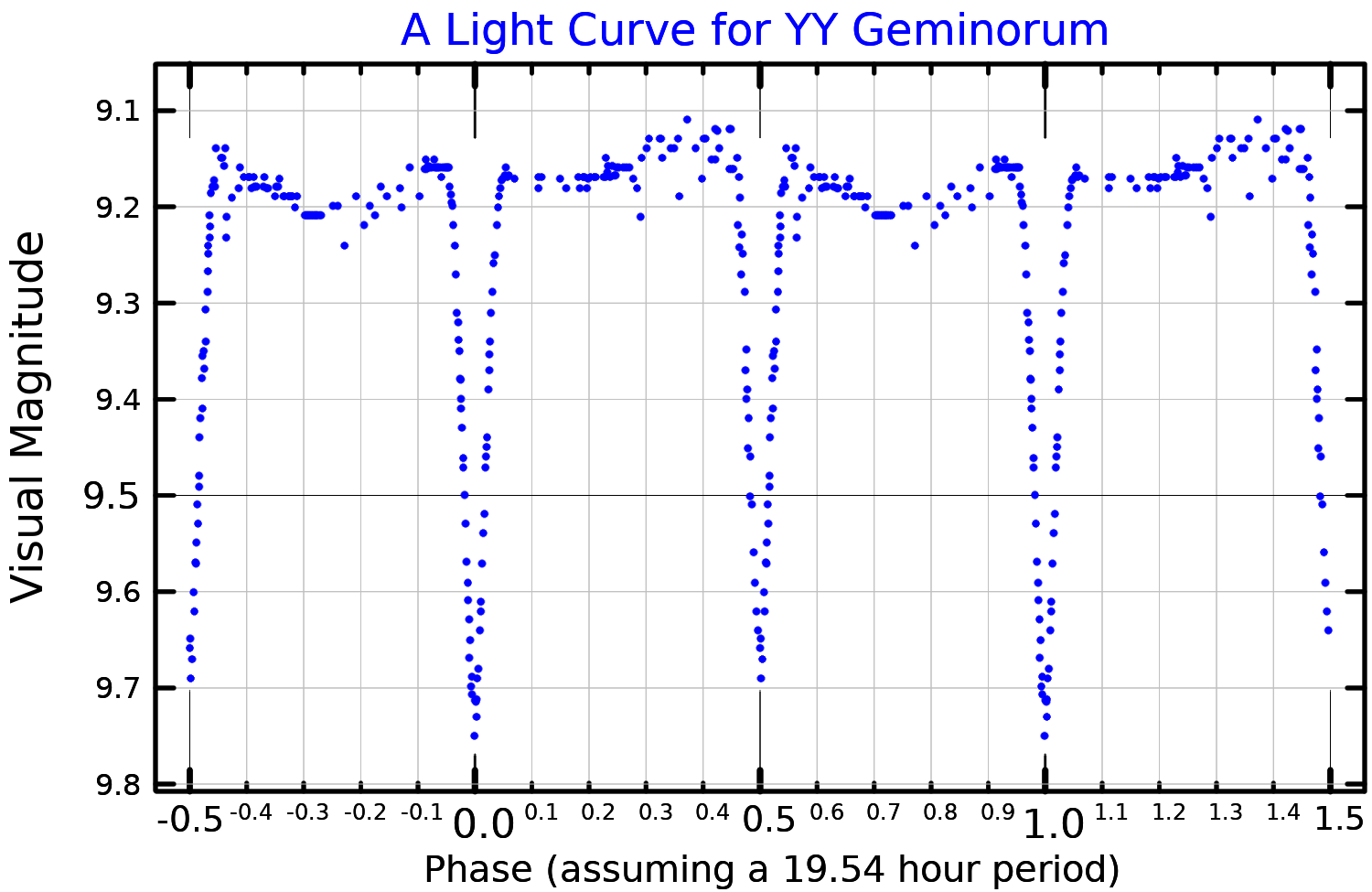
Lichtkromme van Castor C

Castor (alpha Geminorum) is een heldere, zesvoudige ster in het sterrenbeeld Tweelingen (Gemini).
Castor is een dubbelster, periode ongeveer 500 jaar, halve grote as van de ellips 105 A.E. (astronomische eenheid).
Beide componenten zijn zelf weer spectroscopische dubbelsterren met perioden van 9 en 3 dagen. Op een afstand van 100 A.E. van de visuele dubbelsterren staat een kleine derde component (spectrum M1, magnitude 9,1), die zelf een bedekkingsvariabele is met een periode van 0,8 dag. Het hele Castor-stelsel bestaat dus uit zes individuele sterren.

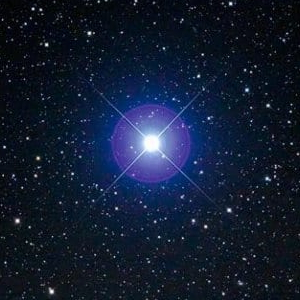
Castor
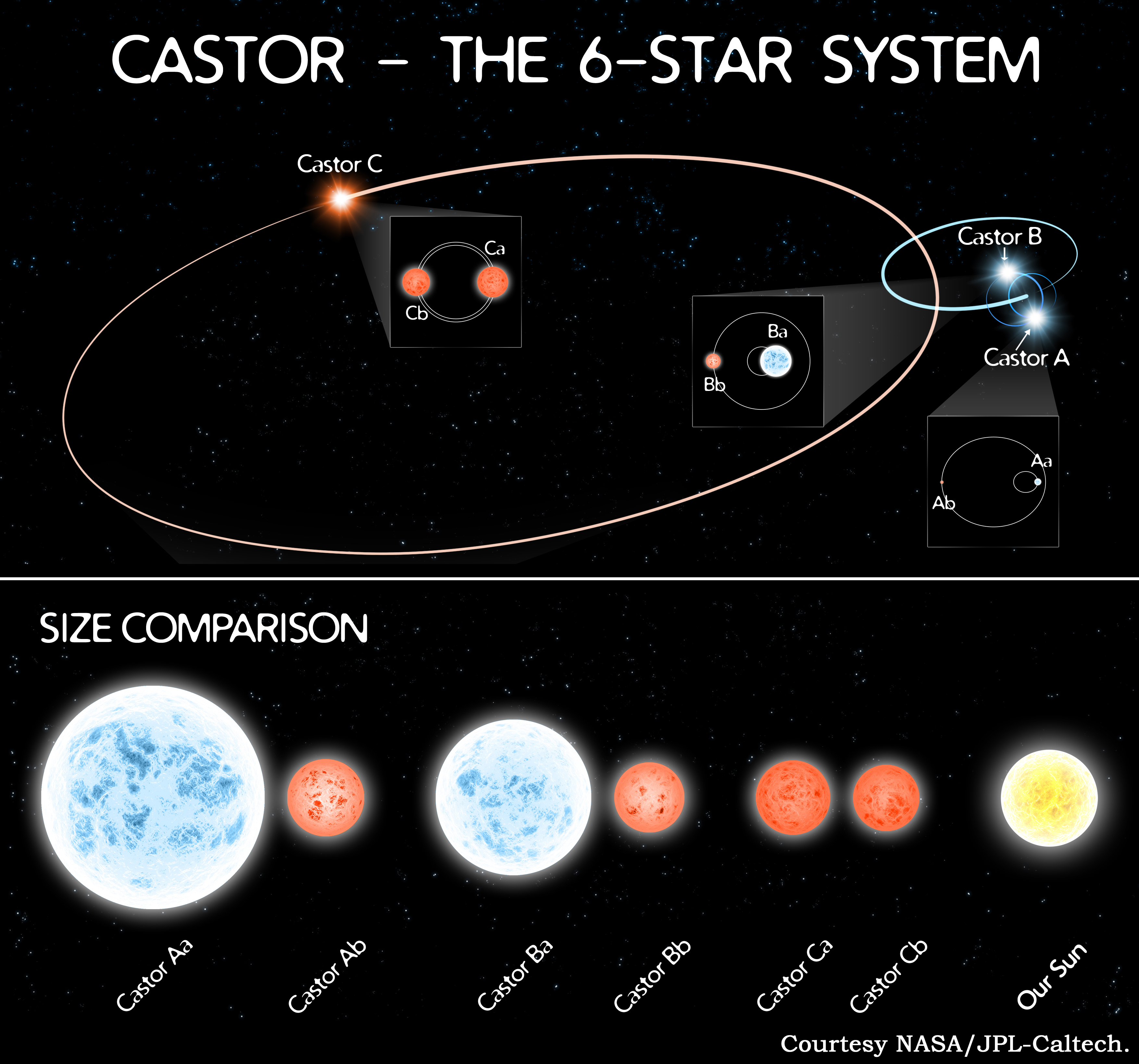
De meervoudige ster Castor